# Joseph Bringas
Joseph Bringas (mittelgriechisch Ὶωσῆφ Βρίγγας; † 965 im Asekretiskloster bei Nikomedia) war ein byzantinischer Eunuch, der als Hofvorsteher (Parakoimomenos) unter Kaiser Romanos II. diente.

## Leben
Der Patrikios und Praipositos Joseph Bringas wurde von Konstantin VII. zum Sakellarios und später zum Flottenkommandanten ernannt. Der Kaiser bestimmte ihn auch zum Leiter der Regierungsgeschäfte für seinen Sohn und Nachfolger Romanos. Nach dessen Thronbesteigung 959 wurde Bringas mit den hohen Würden eines Paradynasteuon und Protos des Senats ausgezeichnet. Als Parakoimomenos hielt er faktisch die politischen Zügel am Kaiserhof in den Händen; unter anderem schlug er 961 die Rebellion des Basileios Peteinos nieder. Zu seinen Beratern zählte Michael Lakapenos Porphyrogennetos.
Im Machtkampf nach dem Tod des Romanos fungierte Bringas zunächst als De-facto-Regent für dessen minderjährige Söhne Basileios II. und Konstantin VIII. sowie deren Mutter Theophanu. Sie mussten sich der Thronansprüche des Domestikos der Scholen Nikephoros Phokas erwehren, der von Bringas’ Amtsvorgänger Basileios Lakapenos unterstützt wurde. In Konstantinopel kam es zu Unruhen, in deren Verlauf Bringas schließlich in der Hagia Sophia um Kirchenasyl bitten musste. Der neue Kaiser  Nikephoros II. verbannte ihn in das Asekretiskloster bei Nikomedia, wo er in der zweiten Jahreshälfte 965 starb.